# Daouda Karaboué
Daouda Karaboué, francoski rokometaš, * 11. december 1975, Abidjan (Slonokoščena obala).
Leta 2004 je na poletnih olimpijskih igrah v Atlanti v sestavi francoske reprezentance osvojil 5. mesto. V letih 2008 in 2012 je z reprezentanco osvojil naslov olimpijskega prvaka.